# Signe Söderhielm
Signe Elisabeth Söderhielm, född 21 april 1895 på Tolvfors bruk, Valbo socken i Gävleborgs län, död 5 november 1971 i Falun, var en svensk målare.
Hon var dotter till skogsinspektoren Jöns Brolund och Britta Helander och från 1942 gift med majoren Georg Sixten Mauritz Söderhielm. Hon studerade konst vid privata målarkurser i Stockholm på 1920-talet och vid kurser i Gävle på 1940-talet. Hennes konst består huvudsakligen av landskapsskildringar utförda i olja eller pastell. Hennes oljemålning Norns bruksherrgård återutgavs i Söderhielms bok Ätten Söderhielm II 1963.